# Suite n.º 1 (Rajmáninov)
La Suite n.º 1 (o Fantaisie-Tableaux para dos pianos), op. 5, es una composición para dos pianos de Sergéi Rajmáninov. Compuesta en 1893, la suite ilustra cuatro fragmentos de poemas, excritos por Lermontov, Byron, Tiútchev y Jomiakov.  Esta obra fue estrenada el 30 de noviembre de 1893, tocada por Rachmaninoff y Pavel Pabst en Moscú y está dedicada a Chaikovski.  Rajmáninov compuso su segunda suite en 1901.
Los cuatro movimientos son:
1. Barcarolle. Allegretto, en sol menor.
2. La nuit... L'amour... Adagio sostenuto, en re mayor. (La noche...el amor...)
3. Les Larmes. Largo di molto, en sol menor. (Las lágrimas)
4. Pâques. Allegro maestoso, en sol menor. (Pascua)